# Misioneras de Santo Domingo
La Congregación Misionera de Santo Domingo, también conocida como Congregación de Hermanas Misioneras de Santo Domingo, es un instituto religioso católico femenino, de vida apostólica y de derecho pontificio, fundado por los dominicos de la Provincia del Rosario de Filipinas, en 1934, en Manila (Filipinas). A las religiosas de este instituto se les conoce como Misioneras de Santo Domingo o misioneras dominicas y posponen a sus nombres las siglas O.P..

## Historia
Los orígenes de la congregación se remontan a mediados del siglo XIX, cuando los dominicos de la provincia del Santo Rosario de Filipinas, pidieron a los de dominicos españoles abrir un noviciado para la formación de religiosas misioneras. De ese modo se abrió el primer noviciado en 1892, con unas catorce candidatas, en el monasterio de las dominicas de Jarauta. La comunidad se difundió rápidamente por filipinas, Taiwán, China y Japón. a tal punto que, en 1917, el maestro general de la Orden Ludwig Theissling, pidió reunir todas estas comunidades en una congregación religiosa independiente.
El nuevo instituto fue erigido canónicamente el 29 de abril de 1934, con sede central en Manila. Fue agregado a la Orden de los Predicadores el 24 de julio del mismo año. El papa Pablo VI lo aprobó como congregación religiosa de derecho pontificio, mediante decretum laudis del 4 de agosto de 1964.

## Organización
La Congregación Misionera de Santo Domingo es un instituto religioso de derecho pontificio, internacional y centralizado, cuyo gobierno es ejercido por una priora general. La sede central se encuentra en Roma (Italia).
Las misioneras dominicas se dedican a las misiones, resaltando su labor en los campos de la pastoral social, sanitaria y educativa, forman parte de la familia dominica y usan el hábito tradicional blanco y velo negro. En 2017, el instituto contaba con 578 religiosas y 69 comunidades, presentes en España, Chile, Corea del Sur, Filipinas, Japón, Italia, Estados Unidos y Taiwán.